# Guilford County
Guilford County je okres amerického státu Severní Karolína založený v roce 1771. Hlavním městem je Greensboro. Jméno získal po Earlovi z Guilfordu.

## Sousední okresy
| Růžice kompasu | Stokes County   | Rockingham County |                 | Růžice kompasu |
| Růžice kompasu | Forsyth County  | Sever             | Alamance County | Růžice kompasu |
| Růžice kompasu | Forsyth County  | Guilford County   | Alamance County | Růžice kompasu |
| Růžice kompasu | Forsyth County  | Jih               | Alamance County | Růžice kompasu |
| Růžice kompasu | Davidson County | Randolph County   |                 | Růžice kompasu |